# You Take My Hand
You Take My Hand – demo zespołu Almah, wydane w roku 2008. Dostępne wyłącznie dla członków oficjalnego (brazylijskiego) fanklubu grupy.

## Lista utworów
1. Magic Flame
2. You Take My Hand (demo piosenki Invisible Cage)
3. Meaningless World

## Twórcy
- Edu Falaschi – wokal, gitary, instrumenty klawiszowe
- Marcelo Barbosa – gitary
- Paulo Schroeber – gitary
- Felipe Andreoli – bas
- Marcelo Moreira – perkusja